# La più grande rapina del West
La più grande rapina del West è un film del 1967 diretto da Maurizio Lucidi.

## Trama
Una banda di fuorilegge, dopo aver rapinato la banca di Middletown, si rifugia nella vicina Poorland dove terrorizza gli abitanti. Il giovane Billy, fratello dello sceriffo ammazzato dai banditi, decide di vendicarsi e, con l'aiuto del misterioso David, affiliato alla banda, affronta i malvagi. Ma il capobanda Jarrett muore in un'esplosione.